# 아기낳는만화
《아기낳는만화》는 쇼쇼 작가가 네이버 만화에서 매주 월요일, 목요일에 연재하는 대한민국의 웹툰이다.

## 등장인물
- 쇼쇼
- 포포